# Operatie Donnerkeil
Operatie Donnerkeil (Duits: Unternehmen Donnerkeil) was een codenaam voor een Duitse militaire operatie tijdens de Tweede Wereldoorlog. Het doel was om luchtoverwicht te behalen, zodat Operatie Cerberus van de Kriegsmarine ondersteuning vanuit de lucht kon krijgen. Het Oberkommando der Luftwaffe kreeg in december 1941 opdracht om een plan te bedenken om drie Duitse schepen te helpen Frankrijk te ontsnappen via Het Kanaal. Hiervoor was er luchtoverwicht nodig boven het water tussen het Europese vasteland en Engeland. Het definitieve plan kwam op naam van generaal Adolf Galland. Beide operaties vingen aan op 11 februari 1942. Operatie Donnerkeil werd een dag later beëindigd. De Luftwaffe was succesvol in het afslaan van aanvallen vanuit de lucht op de schepen. De RAF leed grote verliezen.

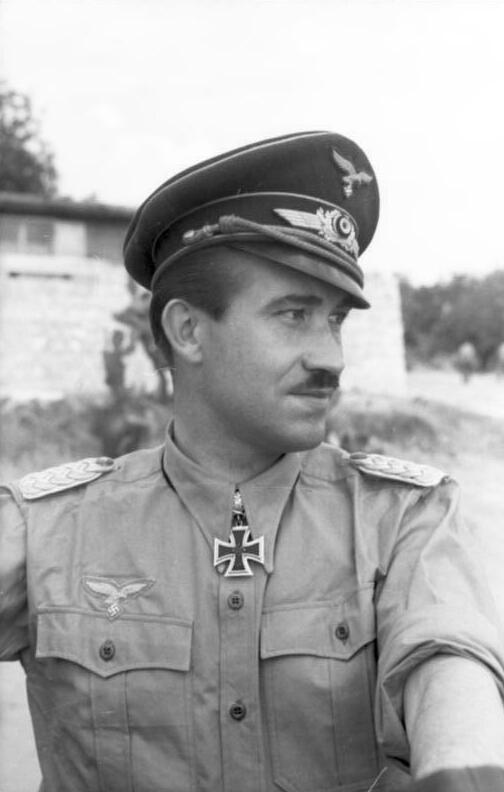
Adolf Galland, bedenker van de operatie.